# Waldir Sáenz
Waldir Alejandro Sáenz Pérez (Lima, 15 maggio 1973) è un ex calciatore peruviano, di ruolo attaccante.

## Caratteristiche tecniche
Gioca come attaccante; ha una grande abilità nel segnare reti.

## Carriera

### Club
Nel 1992 Waldir Sáenz fu promosso in prima squadra con l'Alianza Lima a diciannove anni: l'anno successivo divenne capocannoniere del Campeonato Descentralizado con 31 reti, partecipando così con giocatori come Darío Muchotrigo e Juan José Jayo alla creazione della squadra denominata los potrillos (i puledri). Il 1997 vide il giocatore segnare la rete numero 100 con la maglia dell'Alianza Lima e vincere il titolo nazionale dopo un digiuno durato 18 anni. Nel 1998 venne contattato dagli statunitensi del Colorado Rapids in vista della Major League Soccer 1998; nel 1999 invece si trasferì in Argentina, al Club Atlético Unión di Santa Fe.
Nel 2000 tornò in patria per giocare con lo Sporting Cristal, ma le prestazioni non eccelse fecero sì che tornasse nuovamente all'Alianza Lima, proprio nell'anno del centenario di tale società. Qui vinse il titolo di Apertura del 2001 sconfiggendo in finale proprio la sua ex squadra per 2-1, ed il titolo nazionale contro il Cienciano del Cusco. Due anni dopo vinse nuovamente il campionato, così come nel 2004, mentre nel 2006 giocò per il Melgar di Arequipa. Passata la prima metà del 2007 senza squadra, firmò per il Deportivo Municipal in vista del Clausura 2007. Per l'Apertura 2008 invece tornò all'Alianza Lima ma non ripeté le prestazioni degli anni passati.
Nel 2009 fu lo Sport Boys di Callao, militante in seconda divisione, ad assicurarsi le prestazioni del giocatore, che segnò 12 reti contribuendo così alla promozione del club in prima divisione.
Nel 2013, dopo 4 anni di inattività, ha giocato con il Club Deportivo Walter Ormeño, annunciando al tempo stesso il suo ritiro definitivo dal calcio giocato.

### Nazionale
Convocato per la prima volta nel 1993 da Vladimir Popović, prese parte alla Copa América 1993. Fece parte più o meno stabilmente della Nazionale fino al 2000, quando una volta terminata la CONCACAF Gold Cup 2000, non venne più incluso nelle liste dei convocati del Perù né in amichevoli né in competizioni ufficiali.

## Palmarès

### Club

#### Competizioni nazionali
- Campionato peruviano: 9

Alianza Lima: Apertura 1997, Clausura 1997, Nacional 1997, Clausura 1999, Apertura 2001, Nacional 2001, Nacional 2003, Apertura 2004, Nacional 2004
- Campeonato Descentralizado de Segunda División: 1

Sport Boys: 2009

### Individuale
- Capocannoniere del Campeonato Descentralizado: 2

1993 (31 gol), 1996 (20 gol)